# 알레나
알레나 또는 쌍둥이자리 감마(γ Gem)는 쌍둥이자리 방향에 있는 항성으로 쌍둥이자리 내에서 세 번째로 밝게 보인다. 겉보기 등급은 +1.9로 도심지에서도 맨눈으로 쉽게 볼 수 있다. 히파르코스 위성의 시차 자료에 따르면 알레나는 대략 지구로부터 약 109 광년 떨어져 있다.

## 특징
알레나는 중심핵에 있는 수소가 상당히 고갈되어 준거성 단계로 진화한 상태이다. 분광형상으로는 A0 IV로 분류된다. 태양과 비교하면 질량은 2.8배, 반지름은 3.3배 크다. 광도는 태양의 123배 정도이며 바깥쪽 대기층에서의 유효 온도는 약 9,260 켈빈이다. 이 온도 때문에 알레나는 전형적 A형 항성의 특징인 흰 빛의 색조를 띤다.
알레나는 분광쌍성으로 두 별은 높은 이심률의 케플러 궤도를 그리면서 12.6년(4614.51일)에 서로의 질량중심을 1회 공전한다.

## 어원
쌍둥이자리 감마는 항성을 바이어 명명법으로 부른 이름이다. 전통적인 애칭 알레나는 아랍어 الهنعة (‘알하나’, 낙타 목에 있는 낙인)에서 유래한 것이다. 또다른 애칭인 알메이산은 아랍어 المیسان (‘알마이산’, 빛나는 것)에서 온 것이다. ‘알하나’는 알레나, 쌍둥이자리 뮤(테자트 포스테리어), 누, 에타(테자트 프라이어), 크시(알지르) 별들을 하나로 묶어 부르는 이름이었다. 이 별들은 ‘알누하트’의 ‘곱절’ 의미를 지닌 ‘알 누하타이’로 불리기도 했는데 그 뜻은 ‘낙타의 혹’이다. 2016년 국제천문연맹 내 항성명칭심의위원회(WGSN)는 항성의 고유명칭을 목록화, 공식 명칭으로 고시하였으며 알레나 역시 해당 목록에 포함되었다.
‘알 악사시 알 무아케트 책력’에 수록된 성표에는 ‘니르 알헤나트’로 수록되었으며 이는 라틴어로 번역하면 Prima του al Henat로 ‘알헤나트 중에서 가장 밝은 별’이라는 뜻이다.
동아시아 별자리에서 알레나는 정수(井宿, Jǐng Su, ‘우물’)에 속해 있다. 정수를 구성하는 별들은 알레나, 쌍둥이자리 뮤, 누, 크시, 엡실론, 제타, 람다, 쌍둥이자리 36이 있다. 알레나의 단독 명칭은 ‘정수삼’(井宿三, Jǐng Su sān)으로 ‘정수에서 세 번째 별’이라는 뜻이다.

## 문화
- ‘알레나’는 과거 네덜란드의 선박 이름으로 1927년 10월 브라질 연안에서 침몰하는 유람선 ‘프린시페사 말파다 호’에 접근하여 많은 사람을 구조했다.[20]
- 미국 해군의 공격화물수송함 명칭 ‘알레나 AKA-9’는 이 항성명을 따라 붙인 것이다.